# José Gómez Gordoa
José Gómez Gordoa (San Luis Potosí, 20 de septiembre de 1913 - 7 de noviembre del 2005) fue un abogado, diplomático y catedrático universitario mexicano. Fue abogado postulante durante veinte años, asesor jurídico de diversas empresas y consejero de instituciones bancarias e industriales de México. Fue rector de la Escuela Libre de Derecho, embajador de México en España y también director general del Banco Mexicano, del Banco Internacional, del Instituto Mexicano de Comercio Exterior y de Aseguradora Hidalgo. Su nombre aparece también como presidente vitalicio de los Centros de Integración Juvenil y de la Confederación de Cámaras Nacionales de Comercio, Servicios y Turismo (Concanaco).

## Orígenes y primeros estudios
Nació en San Luis Potosí, después de que su padre hiciera un largo viaje desde Santander, España, su tierra natal, hasta tierras mexicanas en busca de una mejor vida, conoció a la señorita Dolores Gordoa con la cual se casó. El matrimonio no duró mucho ya que a los cinco años de matrimonio, su padre, Gabino Gómez falleció de un infarto dejando a la deriva a su joven madre. Unos pocos años después, José ,a la edad de cinco años junto con toda su familia, decidieron  irse a vivir a la Ciudad de México.
Comenzó sus estudios profesionales a los 17 años, para convertirse en abogado por la Escuela Libre de Derecho en febrero de 1931, y sustentó examen profesional para obtener el título de abogado (se interesó por el área del derecho corporativo) en julio de 1936, con la tesis titulada Formación jurídica del pueblo del Estado.Por su tesis, magnífica, el rector de ese tiempo le pidió trabajara allí mismo como profesor, y años después fue nombrado rector. Escribió un libro llamado Títulos de crédito, que se utiliza hasta la fecha como libro de texto en materia mercantil.
Encontró la oportunidad para ejercer en un bufete de abogados, propiedad del licenciado Gabino Fraga. Fue allí donde conoció a quien sería su esposa: Guadalupe Roch, practicante entonces de administración de empresas y sobrina del licenciado Fraga.

## Cargos principales
Fue director general de Banco Mexicano de 1970 a 1976, director general de Banco Internacional en 1977, embajador de México en España de agosto de 1977 a junio de 1979 y director general del Instituto Mexicano de Comercio Exterior hasta febrero de 1980. Se desempeñó además como director general de Aseguradora Hidalgo.

## Otras instituciones
Perteneció, entre otras instituciones, al Ilustre y Nacional Colegio de Abogados de México, así como a la Academia Mexicana de Jurisprudencia y Legislación, correspondiente a la de España.
Retornó a su alma mater para desempeñarse como profesor de derecho mercantil en la Escuela Libre de Derecho desde 1953. Además, fue rector de esta última del 3 de febrero de 1973 y hasta 1977, año en que se trasladó a España como Embajador de México ante aquel país. Posteriormente regresó a la rectoría, la cual ocupó de 1979 y hasta el 25 de enero de 1984.

## En el ámbito internacional
Después de que participara en varias empresas públicas entró con el Grupo Trouyet, en donde empezó a trabajar en la Algodonera Comercial Mexicana, en donde, en algunos de sus tantos viajes comerciales, fue enviado a China. En una ocasión, fue invitado por el mismo Emperador a comer para hablar sobre el negocio del algodón de México y China. Estuvo ante su presencia y tuvieron la oportunidad de hablar sobre sus diferencias y costumbres. En algunas ocasiones, el señor José le afirmaba a su esposa tener miedo sobre el carácter que tenía Mao Tse Tung y de cómo veía el mundo. China lo trató con amabilidad y en general aceptó sus propuestas sobre negocios.

## Sexenio de José López Portillo
Al terminar el sexenio de Luis Echeverría Álvarez, renunció a la Algodonera Comercial Mexicana y le ofrecieron el cargo de director general del Banco Mexicano, donde tuvo la oportunidad de trabajar al lado de grandes personajes, como Mario Ramón Beteta, y posteriormente en el Banco Internacional. Cada año, como en los demás bancos importantes del mundo, José era invitado a la reunión mundial financiera, en donde sostuvo grandes relaciones con los bancos más importantes del mundo. El banco con el que tuvo más relaciones fue el Banco Español de Crédito, que lo invitó para que fuera su consejero.

## Embajador de México en España
Gobernada España por un dictador, el general Francisco Franco, México no tenía relaciones diplomáticas con ese país; en 1975, a la muerte del general Franco, el presidente de México de aquel entonces, José López Portillo, reanuda relaciones con España y nombra a José Gómez Gordoa como el primer embajador de México en España, cargo en el que duraría dos años. Se le recuerda por haber restaurado las relaciones financieras y culturales con ese país.

## Enfermedad y últimos años
En abril de 1996 sufrió una parálisis, debido a una fuerte infección que lo atacó y que fracturó las vértebras cervicales 3ª y 4ª; una mañana ya no se pudo mover y, aun cuando lo operaron, nunca pudo volver a caminar. Pasó sus últimos nueve años de vida postrado en una cama y en una silla de ruedas, rodeado siempre del amor de su familia y amigos, hasta que en el 2005, a los 92 años de edad, falleció.